# Fortunato di Napoli
Fortunato di Napoli (III secolo – IV secolo) è stato un vescovo e santo romano, vescovo di Napoli nel IV secolo.

## Biografia
Secondo la tradizione fu uno strenuo difensore della sua comunità dall'eresia ariana. Fortunato fece costruire una basilica cimiteriale nei pressi delle catacombe di San Gaudioso che prese il suo nome.
San Fortunato è il primo vescovo napoletano storicamente documentato; a lui e ad altri vescovi fu indirizzata una lettera scritta dai partecipanti ad un conciliabolo ariano celebrato a Filippopoli contestualmente a quello di Sardica fra il 342 e il 344.

## Culto
Sepolto nella basilica cimiteriale omonima, venne traslato dal vescovo Giovanni lo Scriba nella "Stefania", l'antica cattedrale di Napoli nel IX secolo. Nel XIII secolo le reliquie vennero traslate nella chiesa di Sant'Eframo Vecchio.
La Chiesa cattolica lo venera come santo e ne celebra la memoria il 14 giugno; la Chiesa napoletana lo ricorda anche l'8 novembre, giorno in cui si celebra la memoria dei "santi vescovi della Chiesa di Napoli".